# Saison 1984-1985 de l'AS Saint-Étienne
 (mars 2025).
Si vous disposez d'ouvrages ou d'articles de référence ou si vous connaissez des sites web de qualité traitant du thème abordé ici, merci de compléter l'article en donnant les références utiles à sa vérifiabilité et en les liant à la section « Notes et références ».
Chronologie
Saison précédente Saison suivante
Cette page présente la saison 1984-1985 de l'AS Saint-Étienne. Le club évolue lors de cette saison en Division 2 et participe à la Coupe de France.

## Résumé de la saison
- Les « Verts » terminent 2e du groupe B de Division 2, à deux points du premier, l’OGC Nice. S’ensuit ensuite un barrage contre le troisième du groupe A, le Stade rennais, match qui sera perdu. Les « Verts » restent donc en 2e division pour la saison suivante.
- En Coupe de France, le club va jusqu’en quart de finale, éliminé par le LOSC.
- Le meilleur buteur de la saison est un nouvel arrivant en la personne de Roger Milla avec 26 buts toutes compétitions confondues.
- Au niveau des mouvements de joueurs, arrivée importante de  Roger Milla.

## Équipe professionnelle

### Transferts
Bernard Simondi mettra un terme à sa carrière après quatre rencontres jouées en août 1984. Alain Moizan joue simplement une rencontre avant de rejoindre Bastia. Enfin, Edouard Lamon est toujours au club, mais il joue seulement en D3.
| Nom              | Nationalité | Poste             | Transfert      | Provenance/Destination         | Division   |
| ---------------- | ----------- | ----------------- | -------------- | ------------------------------ | ---------- |
| Arrivées         |             |                   |                |                                |            |
| Didier Gilles    |             | Défenseur         | Transfert      | Olympique de Marseille         | Division 1 |
| Xavier Bru       |             | Défenseur         | -              | Formé au club                  | -          |
| Guy Clavelloux   |             | Milieu            | -              | Formé au club                  | -          |
| Roger Milla      |             | Attaquant         | Transfert      | Bastia                         | Division 1 |
| Daniel Cangini   |             | Attaquant         | Transfert      | Metz                           | Division 1 |
| Départs          |             |                   |                |                                |            |
| Bernard Simondi  |             | Défenseur         | Arrêt carrière | -                              | -          |
| Alain Moizan     |             | Défenseur         | Transfert      | Sporting Club de Bastia        | Division 1 |
| Thierry Wolff    |             | Défenseur         | Transfert      | Strasbourg                     | Division 1 |
| Philippe Mahut   |             | Défenseur         | Transfert      | Racing Club de France Football | Division 1 |
| Firmin Pérez     |             | Défenseur         | Transfert      | Carthagène                     | Division 2 |
| Jean-Louis Zanon |             | Milieu de terrain | Transfert      | Olympique de Marseille         | Division 1 |
| Pascal Carrot    |             | Attaquant         | Transfert      | Valence                        | Division 2 |

### Championnat

#### Matchs allers
| Date       | N o | Adversaire               | Lieu | Résultat | Buteurs pour Saint-Étienne           | Points | Classement |
| ---------- | --- | ------------------------ | ---- | -------- | ------------------------------------ | ------ | ---------- |
| 10/08/1984 | J01 | Olympique d'Alès         | Ext. | 0 – 0    | -                                    | 1      | 7          |
| 17/08/1984 | J02 | FC Valence               | Dom. | 2 - 1    | Milla 9e 84e                         | 3      | 7          |
| 25/08/1984 | J03 | La Roche Vendée Football | Ext. | 2 - 1    | Chillet 38e                          | 3      | 8          |
| 31/08/1984 | J04 | Limoges FC               | Dom. | 0 - 1    | -                                    | 3      | 13         |
| 08/09/1984 | J05 | FC Gueugnon              | Ext. | 2 - 0    | -                                    | 3      | 15         |
| 15/09/1984 | J06 | USF Le Puy               | Dom. | 3 - 0    | Ferri 20e, Milla 57e, Sanchez 78e    | 5      | 13         |
| 21/09/1984 | J07 | OGC Nice                 | Ext. | 0 – 0    | -                                    | 6      | 13         |
| 28/09/1984 | J08 | Olympique lyonnais       | Dom. | 0 – 0    | -                                    | 7      | 15         |
| 05/10/1984 | J09 | Nîmes Olympique          | Ext. | 0 – 0    | -                                    | 8      | 13         |
| 12/10/1984 | J10 | FCAS Grenoble            | Dom. | 3 - 0    | Sanchez 75e , Daniel 80e, Bellus 89e | 10     | 9          |
| 19/10/1984 | J11 | FC Sète                  | Ext. | 1 - 0    | -                                    | 10     | 12         |
| 26/10/1984 | J12 | CS Thonon                | Dom. | 3 - 0    | Milla 7e , Bellus 20e 34e            | 12     | 9          |
| 03/11/1984 | J13 | CS Cuiseaux-Louhans      | Ext. | 0 – 0    | -                                    | 13     | 8          |
| 09/11/1984 | J14 | AS Cannes                | Dom. | 1 - 0    | Bellus 88e                           | 15     | 7          |
| 16/11/1984 | J15 | FC Martigues             | Ext. | 1 - 0    | -                                    | 15     | 10         |
| 24/11/1984 | J16 | AS Béziers               | Ext. | 1 – 1    | Milla 71e                            | 16     | 10         |
| 02/12/1984 | J17 | Montpellier PSC          | Dom. | 2 - 0    | Milla 21e 88e                        | 18     | 7          |

#### Matchs retours
| Date       | N o | Adversaire               | Lieu | Résultat | Buteurs pour Saint-Étienne                                      | Points | Classement |
| ---------- | --- | ------------------------ | ---- | -------- | --------------------------------------------------------------- | ------ | ---------- |
| 09/12/1984 | J18 | La Roche Vendée Football | Dom. | 5 - 1    | Milla 5e 40e, Diarte 29e, Oleksiak 34e, Ribar 61e               | 20     | 6          |
| 15/12/1984 | J19 | FC Valence               | Ext. | 2 - 4    | Ribar 31e, Diarte 38e, Milla 59e, Gilles 89e                    | 22     | 5          |
| 25/01/1985 | J21 | FC Gueugnon              | Dom. | 7 - 0    | Peycelon 11e, Bellus 21e 52e , Milla 32e 62e 78e, Oleksiak 38e  | 24     | 5          |
| 02/02/1985 | J22 | USF Le Puy               | Ext. | 1 - 2    | Bellus 27e, Milla 59e                                           | 26     | 3          |
| 16/02/1985 | J23 | OGC Nice                 | Dom. | 1 - 0    | Clavelloux E. 34e                                               | 28     | 2          |
| 24/02/1985 | J24 | Olympique lyonnais       | Ext. | 1 - 5    | Daniel 30e, Ribar 46e 51e, Ferri 69e, Diarte 75e                | 30     | 2          |
| 01/03/1985 | J25 | Nîmes Olympique          | Dom. | 3 - 0    | Milla 26e, Bellus 60e, Ribar 70e                                | 32     | 2          |
| 16/03/1985 | J26 | FCAS Grenoble            | Ext. | 1 - 2    | Bellus 57e 74e                                                  | 34     | 2          |
| 22/03/1985 | J27 | FC Sète                  | Dom. | 6 - 1    | Bellus 20e , Ferri 39e, Milla 52e 83e, Diarte 80e, Oleksiak 88e | 36     | 2          |
| 26/03/1985 | J20 | Limoges FC               | Ext. | 0 – 0    | -                                                               | 37     | 2          |
| 30/03/1985 | J28 | CS Thonon                | Ext. | 1 - 2    | Ribar 28e , Diarte 86e                                          | 39     | 2          |
| 04/04/1985 | J29 | CS Cuiseaux-Louhans      | Dom. | 3 - 0    | Ferri 57e, Ribar 66e, Gilles 90e                                | 41     | 2          |
| 13/04/1985 | J30 | AS Cannes                | Ext. | 1 – 1    | Gilles 19e                                                      | 42     | 2          |
| 19/04/1985 | J31 | FC Martigues             | Dom. | 4 - 1    | Milla 31e 75e, Ribar 50e, Chillet 68e                           | 44     | 2          |
| 26/04/1985 | J32 | AS Béziers               | Dom. | 2 - 1    | Milla 68e , Gilles 86e                                          | 46     | 1          |
| 04/05/1985 | J33 | Montpellier PSC          | Ext. | 1 - 0    | -                                                               | 46     | 2          |
| 07/05/1985 | J34 | Olympique d'Alès         | Dom. | 3 - 0    | Milla 27e 80e, Daniel 55e                                       | 48     | 2          |

### Classement Groupe B
| Place | Club                     | Points | Joués | Victoires | Nuls | Défaites | Buts pour | Buts contre | Différence |
| ----- | ------------------------ | ------ | ----- | --------- | ---- | -------- | --------- | ----------- | ---------- |
| 1     | OGC Nice                 | 50     | 34    | 20        | 10   | 4        | 73        | 29          | +44        |
| 2     | AS Saint-Étienne         | 48     | 34    | 20        | 8    | 6        | 66        | 22          | +44        |
| 3     | Nîmes Olympique          | 42     | 34    | 15        | 12   | 7        | 64        | 37          | +27        |
| 4     | Montpellier PSC          | 41     | 34    | 15        | 11   | 8        | 59        | 37          | +22        |
| 5     | CS Thonon                | 38     | 34    | 15        | 8    | 11       | 48        | 39          | +9         |
| 6     | Olympique d'Alès         | 35     | 34    | 12        | 11   | 11       | 33        | 28          | +5         |
| 7     | Olympique lyonnais       | 35     | 34    | 13        | 9    | 12       | 40        | 38          | +2         |
| 8     | AS Cannes                | 34     | 34    | 12        | 10   | 12       | 41        | 41          | 0          |
| 9     | FC Gueugnon              | 33     | 34    | 11        | 11   | 12       | 40        | 51          | -11        |
| 10    | FC Sète                  | 32     | 34    | 12        | 8    | 14       | 48        | 59          | -11        |
| 11    | FCAS Grenoble            | 32     | 34    | 14        | 4    | 16       | 35        | 52          | -17        |
| 12    | FC Martigues             | 31     | 34    | 10        | 11   | 13       | 42        | 43          | -1         |
| 13    | Limoges FC               | 31     | 34    | 9         | 13   | 12       | 37        | 48          | -11        |
| 14    | USF Le Puy               | 31     | 34    | 12        | 7    | 15       | 34        | 45          | -11        |
| 15    | AS Béziers               | 30     | 34    | 11        | 8    | 15       | 45        | 56          | -11        |
| 16    | CS Cuiseaux-Louhans      | 29     | 34    | 10        | 9    | 15       | 39        | 45          | -6         |
| 17    | La Roche Vendée Football | 29     | 34    | 9         | 11   | 14       | 39        | 60          | -21        |
| 18    | FC Valence               | 11     | 34    | 3         | 5    | 26       | 28        | 81          | -53        |

 Victoire à 2 points

### Pré-Barrages
| Date       | N o          | Adversaire | Lieu                                   | Résultat | Buteurs pour Saint-Étienne | Suite    |
| ---------- | ------------ | ---------- | -------------------------------------- | -------- | -------------------------- | -------- |
| 18/05/1985 | Pré-Barrages | Rennes     | Stade Geoffroy-Guichard, Saint-Étienne | 0 - 2    | -                          | Éliminés |

### Coupe de France

#### Tableau récapitulatif des matchs
| Date       | N o                     | Adversaire         | Lieu                                   | Résultat | Buteurs pour Saint-Étienne                                    | Suite                               |
| ---------- | ----------------------- | ------------------ | -------------------------------------- | -------- | ------------------------------------------------------------- | ----------------------------------- |
| 22/12/1984 | 7e tour                 | Abbaye de Grenoble | Stade municipal , Grenoble             | 0 - 6    | Ribar 21e 51e, Daniel 32e, Bellus 53e, Gilles 89e , Milla 90e | Qualifiés pour le 8e tour           |
| 12/01/1985 | 8e tour                 | Morne-à-l’Eau      | Stade Bauer, Saint-Ouen                | 1 - 0    | Ribar 86e                                                     | Qualifiés pour les 32èmes de finale |
| 10/02/1985 | 32èmes de finale        | Tours FC           | Stade Louis-Stéveno, Nevers            | 1 - 0    | Gilles 90e (pen.)                                             | Qualifiés pour les 16èmes de finale |
| 08/03/1985 | 16èmes de finale aller  | OGC Nice           | Stade du Ray, Nice                     | 1 - 2    | Gilles 26e (pen.), Milla 62e                                  | -                                   |
| 12/03/1985 | 16èmes de finale retour | OGC Nice           | Stade Geoffroy-Guichard, Saint-Étienne | 4 - 1    | Milla 42e, Ribar 50e 72e, Diarte 82e                          | Qualifiés pour les 8èmes de finale  |
| 09/04/1985 | 8èmes de finale aller   | RC Lens            | Stade Bollaert-Delelis, Lens           | 1 – 1    | Ribar 80e                                                     | -                                   |
| 16/04/1985 | 8èmes de finale retour  | RC Lens            | Stade Geoffroy-Guichard, Saint-Étienne | 2 - 1    | Gilles 79e (pen.), Ribar 84e                                  | Qualifiés pour les quarts de finale |
| 11/05/1985 | Quart de finale aller   | Lille              | Stade Geoffroy-Guichard, Saint-Étienne | 1 - 0    | Milla 45e                                                     | -                                   |
| 21/05/1985 | Quart de finale retour  | Lille              | Stade Grimonprez-Jooris, Lille         | 2 - 0    | -                                                             | Éliminés                            |

### Statistiques

#### Équipe-type
| \| Castaneda Oleksiak Gilles E.Clavelloux Ferri Daniel Sab Ribar Milla Sanchez Bellus \| Équipe-type de la saison 1984-1985 |
| Castaneda Oleksiak Gilles E.Clavelloux Ferri Daniel Sab Ribar Milla Sanchez Bellus                                          |

#### Buteurs
| Place | Nom                  | Division 2 | Coupe de France | TOTAL des BUTS |
| 1     | Roger Milla          | 22 buts    | 4 buts          | 26 buts        |
| 2     | Jean-Luc Ribar       | 8 buts     | 7 buts          | 15 buts        |
| 3     | Eric Bellus          | 11 buts    | 1 but           | 12 buts        |
| 4     | Didier Gilles        | 4 buts     | 4 buts          | 8 buts         |
| 5     | Carlos Diarte        | 5 buts     | 1 but           | 6 buts         |
| 6     | Jean-François Daniel | 3 buts     | 1 but           | 4 buts         |
| 6     | Patrice Ferri        | 4 buts     | -               | 4 buts         |
| 8     | Thierry Oleksiak     | 3 buts     | -               | 3 buts         |
| 9     | Daniel Sanchez       | 2 buts     | -               | 2 buts         |
| 9     | Patrice Chillet      | 2 buts     | -               | 2 buts         |
| 11    | Gilles Peycelon      | 1 but      | -               | 1 but          |
| 11    | Eric Clavelloux      | 1 but      | -               | 1 but          |
| #     | contre son camp      | -          | -               | -              |
| Total | 12 buteurs           | 66 buts    | 18 buts         | 84 buts        |

Date de mise à jour : le 9 octobre 2015.

#### Affluences
374 881 spectateurs ont assisté à une rencontre au stade cette saison, soit une moyenne de 17 040 par match. Les 2 plus grandes affluences sont des rencontres de Coupe de France.
22 rencontres ont eu lieu à Geoffroy-Guichard durant la saison.
Affluence de l'AS Saint-Étienne à domicile

### Équipe de France
Avec la descente du club en Division 2, aucun joueur stéphanois n'a été sélectionné en Équipe de France cette saison.